# Mesnil-sous-les-Côtes
Mesnil-sous-les-Côtes is een plaats en voormalige gemeente in het kanton Étain in het Franse departement Meuse in de regio Grand Est.

## Geschiedenis
In 1977 fuseerde Mesnil-sous-les-Côtes met Bonzée-en-Woëvre en Mont-Villers tot de gemeente Bonzée.

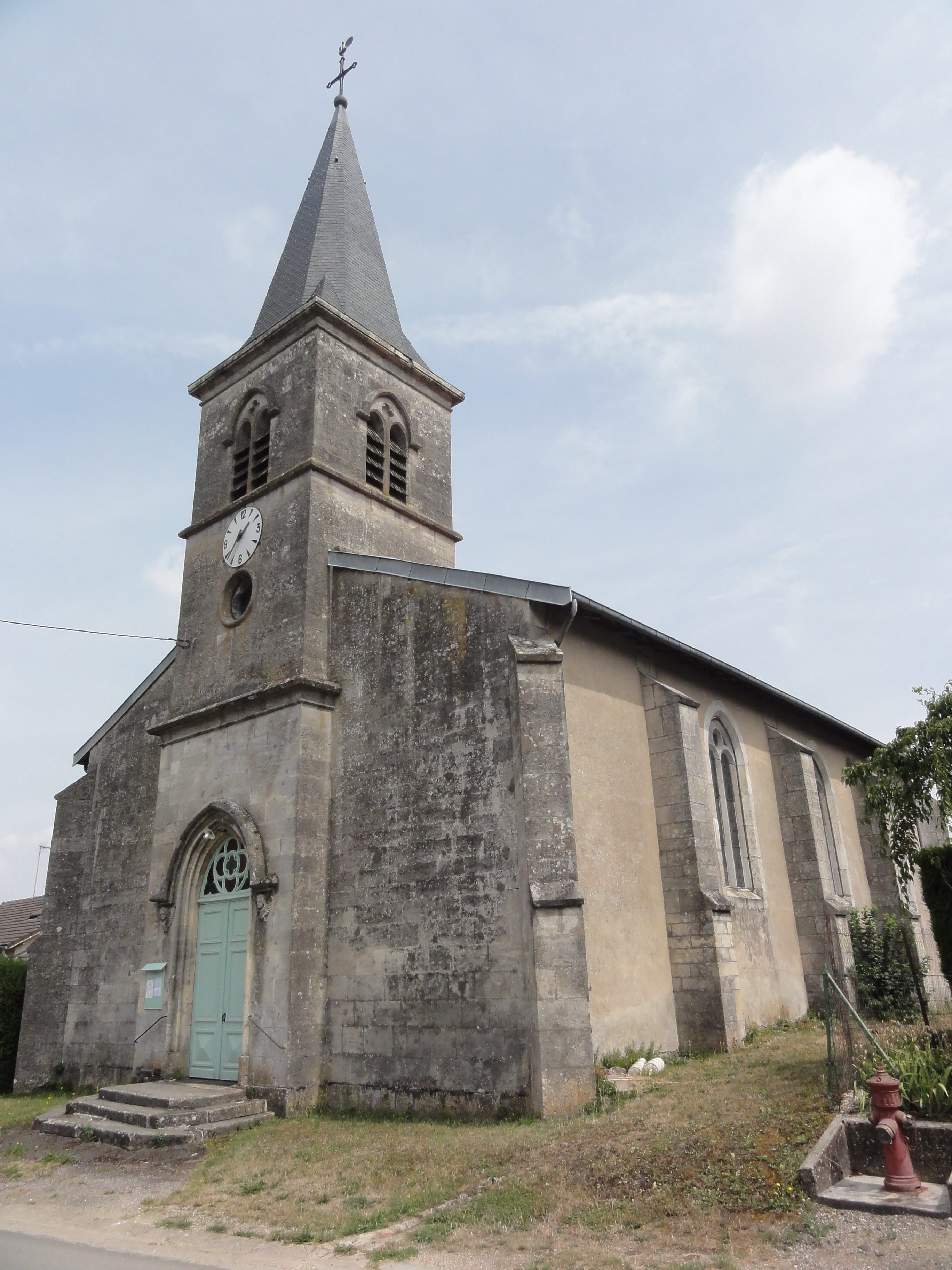
De kerk van Mesnil-sous-les-Côtes

Bonzée-en-Woëvre · Mesnil-sous-les-Côtes · Mont-sous-les-Côtes · Villers-sous-Bonchamp